# Charles Rivière
Charles Rivière, signore de la Rivière, noto anche con lo pseudonimo di Charles Dufresny o Du Fresny (Parigi, 1648 – Parigi, 6 ottobre 1724), è stato uno scrittore e drammaturgo francese.
Figlio del guardarobiere di Luigi XIII, si diceva fosse discendente illegittimo di Enrico IV, cui somigliava moltissimo. 
Divenne un funzionario di Luigi XIV per il quale progettò alcuni giardini reali, introducendo per la prima volta in Francia lo stile all'inglese. 
Iniziò la sua attività letteraria nel 1692 con le Nouvelles historiques (Novelle storiche) e con la commedia Le négligent (Il negligente). Il grande successo arrivò con alcune argute pièces, come L'esprit de contradiction (Lo spirito di contraddizione) del 1700 e La double veuvage (La doppia vedovanza) del 1701.
Nel 1705 pubblicò Les amusements sérieux et comiques d'un siamois (Divertimenti seri e comici di un siamese) in cui si rivelò critico mordace del mondo parigino e delle istituzioni della sua epoca e che ispirarono Montesquieu per le sue Lettere persiane.

## Opere

### Commedie
- Le négligent, 1692
- L'opéra de campagne, 1692
- Les fées, ou contes de ma mère l’oye, 1697
- Le chevalier joueur, 1697
- La malade sans maladie, 1699
- La noce interrompue, 1699
- L'esprit de contradiction, 1700
- Le double veuvage. 1701
- Le faux honnête-homme, 1703
- Le jaloux honteux, 1708
- La joueuse, 1709
- La coquette de village, ou Le lot supposé, 1715
- Le dédit, 1719
- La réconciliation normande, 1719
- Le mariage fait et rompu, ou l’hôtesse de Marseille, 1721
- Le faux sincère, 1731

### Novelle
- Nouvelles historiques, 1692
- Histoire nouvelle et divertissante du Bonhomme Misère
- Le Puits de la vérité, histoire gauloise, 1698
- Amusements sérieux et comiques d'un siamois, 1705